# Rio Iapó
O rio Iapó é um rio que banha o estado do Paraná, no Brasil. Nasce no município de Piraí do Sul, passa pelo município de Castro e tem sua foz no município de Tibagi, onde se encontra com o Rio Tibaji. É feita a prática de rafting e canoagem nas quedas e corredeiras no cânion do Rio Iapó (Guartelá). Seus atrativos são a pesca, um balneário conhecido como Prainha, na cidade de Castro, e o cânion Guartelá.

## Etimologia
"Iapó" se originou do termo tupi 'yapó, que significa "rio de raízes" ( 'y, rio + apó, raiz).

## História
As enchentes deste rio tornam a sua transposição problemática, uma vez que sua parte mais a jusante (final) está encravada num profundo cânion e a parte mais a montante (inicial) possui largas várzeas alagadiças. Aliás, esta é uma das razões do florescimento da cidade de Castro, estabelecida às suas margens, próxima ao "Passo dos Bois", que é um dos dois únicos vaus em longa extensão (trechos onde o rio pode ser transposto a pé ou montado em animais), no "Caminho de Viamão" (estado do Rio Grande do Sul), por onde os tropeiros passavam para ir e vir à "feira de Sorocaba, no Estado de São Paulo).
Em 13 de abril de 1894, em meio à Revolução Federalista, de retorno ao Rio Grande do Sul, após ter desistido de avançar para São Paulo e Rio de Janeiro, os federalista de Juca Tigre entraram em combate de duas horas em disputa da passagem do rio Iapó. No mesmo dia, os governamentais retornaram rumo a Paranaguá.